# Kanarkówka
Kanarkówka (niekiedy błędnie Kanarówka) – duża polana grzbietowa położona w Paśmie Radziejowej na wysokości ok. 671–689 m n.p.m., na południowym skłonie grzbietu odchodzącego na północny wschód od Wielkiej Prehyby (1193 m), opadającego tutaj ku potokowi Roztoczanka (Wielka Roztoka). Grzbiet ten tuż za Kanarkówką nosi nazwę „Palenica”, a następnie przechodzi w Połom i dochodzi w Rytrze do Popradu w odległości 200 m.
Polana w całości należy do Roztoki Ryterskiej w województwie małopolskim, w powiecie nowosądeckim, na granicy z Przysietnicą. Była zamieszkała do lat siedemdziesiątych XX wieku (gajówka, dawny numer Roztoka Ryterska 60). Nazwa polany wywodzi się od przezwiska nadanego gajowemu Lisowskiemu, który hodował kanarka.
Jeszcze w latach dziewięćdziesiątych XX wieku wypasał tutaj owce baca z Przysietnicy. Obecnie większa część polany jest koszona (sierpień 2010), zarasta natomiast część polany z pozostałościami po gajówce (podmurówki) i pozostałości po pasterskiej zabudowie gospodarczej, zdziczały sad i kupy kamieni zbierane z polany. Z polany roztacza się ładny widok na okoliczne góry: Radziejową na zachodzie, Jaworzynę Wielką (947 m) na południu i od wschodu na Makowicę i Rytro. Gminny żółty szlak turystyczny przebiega grzbietem w pobliżu polany.
Ukryta wśród gór „Kanarkówka” była w czasie II wojny światowej jednym z punktów konspiracyjnych partyzantów. Wielokrotnie przebywał tutaj „Tatar”.

## Szlaki turystyczne
– gminny żółty szlak turystyki pieszej z Rytra przez Kanarkówkę do skrzyżowania z zielonym szlakiem z Barcic